# Mohammed Koucha
Mohammed Koucha est le septième pacha triennal de la régence d'Alger. Il règne quelques mois entre mai et août 1605 avant de mourir et vient s'intercaler entre le règne de Khizr Pacha et celui de Koucha Moustapha.

## Biographie

### Mort de Khizr Pacha
Les actes de courage de ce vieil eunuque de 80 ans nous sont relatés de façon détaillée par de Grammont, mais il l'appelle "Le Pacha" sans préciser son nom. Ce pacha n'est évidemment pas Khizr, qui vient de mourir, et pas davantage Moustapha Pacha, en principe son successeur, qui règnera encore plusieurs années et n'est donc pas celui qui meurt en 1605.
Face aux dérives de plus en plus fréquentes de Khizr Pacha, l'empire ottoman réplique. Celui-ci est étranglé sur les ordres de Mohammed Koucha, fraîchement envoyé de Constantinople, à la suite d'une plainte de la France reprochant l'ancien pacha d'avoir brutalement attaqué le Bastion de France et emprisonné son personnel.

### Négociations avec la France
En parallèle, le 24 juin, Koucha Moustapha, un autre envoyé de Constantinople, débarque avec l'ambassadeur Savary de Brèves à Tunis pour tenter d'obtenir la libération de tous les Français capturés par le précédant pacha d'Alger. Malgré les fortes réticences du dey de Tunis, Mourad Reïs, un vieux corsaire très respecté, s'interpose pour le calmer. L'ambassadeur entre ensuite dans Tunis pour tenir tête à la population et aux yoldachs (soldats) du diwan révoltés par sa présence. Ce geste audacieux finit par convaincre le dey de signer le firman.
Conforté par la réussite de cette opération, Savary de Brèves se met en route vers Alger le 29 août, toujours accompagné de Koucha Moustapha dans le but faire appliquer le firman ottoman. Mais les déclarations de l'ambassadeur provoque l'anarchie, une vive colère au sein de la population et exacerbent les tensions entre les militaires et l'autorité ottomane. Les yoldachs algérois contraignent les deux hommes à se retirer de la ville en visant leur navire; Ils ne réussissent pas à obtenir l'application du firman. Le pacha Mohammed Koucha, reclus dans son palais, refuse des céder aux pressions, est torturé par l'armée et meurt à cette même période.
Après que le calme soit revenu à Alger, Koucha Moustapha prend la tête de la régence.